# Tovdal
Tovdal est un village, une ancienne commune de Norvège et une vallée située dans la kommune d'Åmli, comté d'Agder.
Lorsque Tovdal fut intégré à la commune d'Åmli, le 1er janvier 1967, le village comptait 161 habitants.